# Wiesenthal (Kreis Friedland/Bartenstein)
Wiesenthal war ein Ort in Ostpreußen, im Gebiet der heutigen Woiwodschaft Ermland-Masuren in Polen gelegen. Seine Ortsstelle gehört zur Gmina Bartoszyce (Landgemeinde Bartenstein) im Powiat Bartoszycki (Kreis Bartenstein (Ostpr.)).

## Geographische Lage
Die Ortsstelle Wiesenthals liegt in der nördlichen Mitte der Woiwodschaft Ermland-Masuren, 31 Kilometer südwestlich der einstigen und heute auf russischem Hoheitsgebiet gelegenen Kreisstadt Friedland (russisch Prawdinsk) bzw. sechs Kilometer südlich der heutigen Kreismetropole Bartoszyce (deutsch Bartenstein).

## Geschichte
Bei dem noch vor 1912 als Wiesental geschriebenen Ort handelt es sich um ein Einzelgehöft. Bis 1928 gehört es zum Gutsbezirk Kraftshagen (polnisch Krawczyki) im ostpreußischen Kreis Friedland, der 1927 in „Kreis Bartenstein“ umbenannt wurde. Der Gutsbezirk Kraftshagen wurde 1928 in eine Landgemeinde verändert, deren Wohnplatz Wiesenthal blieb. Der kleine Ort zählte im Jahre 1905 acht Einwohner.
Ob Wiesenthal nach der Abtretung des gesamten südlichen Ostpreußen an Polen im Jahre 1945 eine polnische Namensform bekommen hat, ist nicht bekannt. Doch scheint der Ort nach 1945 nicht mehr besiedelt worden zu sein, denn eine Erwähnung liegt seitdem nicht vor. Er gilt als untergegangen.

## Religion
Christentum
Bis 1945 war Wiesenthal in die evangelische Kirche Gallingen (polnisch Galiny) in der Kirchenprovinz Ostpreußen der Kirche der Altpreußischen Union, außerdem in die römisch-katholische Kirche St. Bruno Bartenstein im damaligen Bistum Ermland eingegliedert.

## Verkehr
Die nicht mehr erkennbare Ortsstelle Wiesenthals ist über einen Landweg von Krawczyki (Kraftshagen) aus zu erreichen.